# Jean-Luc Mélenchon
Jean-Luc Mélenchon (Tanger, 1951. augusztus 19. –) francia baloldali politikus, a 2017-es franciaországi elnökválasztás egyik legnépszerűbb jelöltje.
Miután 1976-ban belépett a Szocialista Pártba, fokozatosan emelkedett a ranglétrán. 1983-ban a Párizs szélén fekvő Massy város képviselő-testületének lett a tagja, majd 1985-ben ugyanezen megye, Essonne képviselő-testületének. 1986-ban a megyéből szenátornak választották, és ezt a mandátumot 1995-ben és 2004-ben is elnyerte. 2000 és 2002 között a szakképzésért felelős miniszterhelyettes volt Jack Lang oktatási miniszter alatt, Lionel Jospin kohabitációs kormányában.
A 2008-as kongresszusig a Szocialist Párt balszárnyához tartozott. Ekkor elhagyta a pártot, és Marc Dolez-vel megalapította a Baloldali Pártot. A párt elnöke volt, majd társelnöke Martine Billard-ral, 2014 augusztusáig.
A Baloldali Párt vezetőjeként a 2009-es európai parlamenti választások előtt csatlakozott a Baloldali front nevű választási koalícióhoz. A délnyugati választókerületben el is nyerte a mandátumot. (2014-ben újraválasztották.) A 2010-es nyugdíjreform elleni tiltakozó mozgalom során nyilvános megjelenései és televíziós szereplései miatt megnőtt az ismertsége. Indult a 2012-es elnökválasztáson és negyedik lett, a szavazatok 11,1 százalékát megszerezve. 2016 februárjában megalapította az Engedetlen Franciaország mozgalmat, amely támogatja elnökjelölti kampányát a 2017-es választáson.
A 2017. április 23-án tartott első elnökválasztási fordulón Mélenchon az előzetes adatok szerint a szavazatok 19,6%-át szerezve a negyedik helyen végzett és nem jutott a második fordulóba, ahová a francia törvények szerint csak az első két helyen végzett jelöltek kerülnek. Az első helyen végzett Dordogne és Ariége megyékben, Párizs  Seine-Saint-Denis választókerületében, Francia Guyanában, Réunionon, Martinique-ban.

## Fordítás
- Ez a szócikk részben vagy egészben  a   Jean-Luc Mélenchon című angol Wikipédia-szócikk ezen változatának fordításán alapul.  Az eredeti cikk szerkesztőit annak laptörténete sorolja fel. Ez a jelzés csupán a megfogalmazás eredetét és a szerzői jogokat jelzi, nem szolgál a cikkben szereplő információk forrásmegjelöléseként.